# Pavel
Pavel je mužské křestní jméno, pochází z latiny, kde paulus znamená malý ‚nepatrný‘. Ve starém Římě se jednalo o cognomen.

## Statistické údaje
Následující tabulka uvádí četnost jména v ČR a pořadí mezi mužskými jmény ve srovnání dvou roků, pro které jsou dostupné údaje MV ČR – lze z ní tedy vysledovat trend v užívání tohoto jména:
| Rok  | Četnost | Pořadí | Změna četnosti | Změna pořadí |
| 1999 | 207 120 | 6.     |                |              |
| 2002 | 207 300 | 6.     | +180           | 0            |
| 2006 | 207 501 | 6.     | +201           | 0            |
| 2007 | 207 428 | 5.     | −73            | +1           |
| 2009 | 207 100 | 5.     | −328           | 0            |
| 2016 | 200 997 | 5.     | −6 103         | 0            |

Změna procentního zastoupení tohoto jména mezi žijícími muži v ČR (tj. procentní změna se započítáním celkového úbytku mužů v ČR za sledované tři roky 1999–2002) je +0,8%.
V roce 2006 se podle údajů ČSÚ jednalo o 20. nejčastější mužské jméno mezi novorozenci.

## Varianty, Pavel v jiných jazycích
- anglicky: Paul, dívčí: Paula
- aramejsky: Faulus
- bělorusky: Павeл (Pavel), Паўлюк (Paŭluk), Паўлюсь (Paŭluś)
- česky: Pavel, Pavlík, Pája, dívčí: Pavla
- dánsky: Poul, Pouel, Povl, Povel
- dolnoněmecky: Pole
- esperantsky: Paŭlo
- finsky: Paavo
- francouzsky: Paul
- frísky: Paale, západofrísky: Pals, severofrísky: Pay
- nizozemsky: Paul
- chorvatsky: Pavao
- italsky: Paolo, zdrobnělina: Paoletto, Paolino, Paoluccio, Paolico, dívčí: Paola, Paoletta, Paolina, Paolica
- katalánsky: Pau
- latinsky: Paulus, Paulinus
- litevsky: Paulius, jako příjmení: Paulauskas (syn Pavla)
- lucembursky: Pol
- maďarsky: Pál
- německy: Paul
- norsky (bokmål): Paul
- norsky (nynorsk): Pål
- polsky: Paweł
- portugalsky: Paulo, Paulinho
- novořecky: Παύλος (Pavlos)
- rusky: Павел (Pavel), Паша (Paša)
- slovensky: Pavol
- slovinsky: Pavel
- španělsky: Pablo
- starořecky: Παύλος (Paulos)
- ukrajinsky: Павло (Pavlo)

## Jmeniny
- V českém kalendáři: 29. června (Petr a Pavel), do roku 1977 též 26. června (Pavel, nyní Adriana)
- V slovenském kalendáři: 29. června
- V římskokatolickém církevním kalendáři: 15. ledna sv. Pavel Thébský (Pavel poustevník), 25. ledna Obrácení sv. Pavla apoštola, 28. dubna sv. Pavel od Kříže, 26. června Jan hebrejský a Pavel, 29. června sv. Petr a Pavel

## Domácké podoby
Pavlíček, Pája, Pavlík, Pavli, Pavlos, Pašek

## Známí nositelé jména

### Svatí a blahoslavení
- sv. Paul Miki
- sv. Paulinus z Noly
- sv. Pavel I.
- sv. Pavel VI.
- sv. Pavel Štěpán
- sv. Pavel Denn
- sv. Pavel Hahn
- sv. Pavel od Kříže
- sv. Pavel Thébský
- sv. Pavel z Tarsu
- sv. Paulinus Aurelianus
- bl. Jan Pavel I.

- bl. Pavel Peter Gojdič
- bl. Pavel Džidžov
- bl. Paul Josef Nardini

### Papežové
- sv. Pavel I.
- Pavel II.
- Pavel III.
- Pavel IV.
- Pavel V.
- sv. Pavel VI.
- bl. Jan Pavel I.
- sv. Jan Pavel II.

### Další známé osoby

#### Vladaří
- Pavel I., ruský car
- Pavel I. Řecký, řecký král

#### Ostatní
- Paul Adelstein, americký herec, režisér, zpěvák, skladatel a kytarista
- Paul Anka, americký jazzový zpěvák
- Jean-Paul Belmondo, francouzský herec
- Pavel Blatný, více jmen
- Pavel Blažek - český politik
- Pavel Bobek, český zpěvák
- Pau Casals, katalánský violoncellista a dirigent
- Paul Cézanne, francouzský malíř
- Pavel Dacjuk, ruský profesionální hokejista
- Pavel Dobeš, český písničkář
- Pavel Dostál, český publicista a politik
- Pavol Demitra, slovenský hokejista
- Pavel Dybenko, sovětský politik
- Paul Gauguin, francouzský malíř
- Pavol Habera, slovenský zpěvák
- Pavel Helebrand, český hudební skladatel
- Paul David Hewson, irský rockový zpěvák
- Paul von Hindenburg, německý maršál a prezident
- Pavel Hurčík, český baskytarista žijící v Německu, bratr Radka Hurčíka
- Pavel Janáček, český literární historik a kritik
- Pavel Janák, český architekt
- Pavel Janoušek, český literární historik, teoretik a kritik
- John Paul Jones, více jmen
- Paul Klee, švýcarský malíř
- Pavel Kohout, více jmen
- Pavel Kopta, český textař
- Paul Krugman, americký ekonom
- Pavel Kříž, český herec
- Pavel Landovský, český herec
- Pavel Lebeděv, sovětský generál
- Paul von Lettow-Vorbeck, německý generál
- Pavel Liška, český herec
- Paul McCartney, britský zpěvák
- Juan Pablo Montoya, kolumbijský pilot Formule 1
- Pavel Nedvěd, český fotbalista
- Pablo Neruda, chilský básník
- Paul Newman, americký herec
- Pavel Novák, více jmen
- Pavel Pavel, český inženýr a experimentální archeolog
- Pablo Picasso, španělský malíř a sochař
- Paul Robeson, americký herec, zpěvák a mírový aktivista
- Peter Paul Rubens, vlámský malíř
- Paul A. Samuelson, americký ekonom
- Jean-Paul Sartre, francouzský filozof, spisovatel a dramatik
- Paul Simon, americký hudebník
- Pavel Soukup, český herec
- Pavel Benedikt Stránský, český starokatolický biskup
- Pavel Šrut, český spisovatel, textař a básník
- Pavel Štěpán, více jmen
- Paavo Talvela, finský generál
- Pavel Taussig, více jmen
- Pavel Tigrid, český spisovatel
- Paul Verlaine, francouzský básník
- Paolo Veronese, italský malíř
- Pavol Višňovský, slovenský herec
- Pavel Zedníček, český herec

## Pavel jako příjmení
- viz článek Pavel (příjmení)